# Amt Friedersdorf
Das Amt Friedersdorf war ein 1992 gebildetes Amt im Land Brandenburg, in dem sich zwölf Gemeinden des damaligen Kreises Königs Wusterhausen (heute Landkreis Dahme-Spreewald, Brandenburg) zu einem Verwaltungsverbund zusammengeschlossen hatten. Amtssitz war in der Gemeinde Friedersdorf. Das Amt Friedersdorf wurde 2003 wieder aufgelöst. Es hatte Ende 2002 6947 Einwohner.

## Geographische Lage
Das Amt Friedersdorf grenzte im Norden an das Amt Spreenhagen, im Osten an das Amt Storkow (Mark), im Süden an das Amt Schenkenländchen, im Westen an die Gemeinde Bestensee und die Stadt Königs Wusterhausen.

## Geschichte
Der Minister des Innern des Landes Brandenburg erteilte am 23. Juni 1992 seine Zustimmung zur Bildung des Amtes Friedersdorf. Als Zeitpunkt des Zustandekommens des Amtes wurde der 26. Juni 1992 festgelegt. Das Amt hatte seinen Sitz in der Gemeinde Friedersdorf und bestand zunächst aus zwölf Gemeinden im damaligen Kreis Königs Wusterhausen:
1. Bindow
2. Blossin
3. Dannenreich
4. Dolgenbrodt
5. Friedersdorf
6. Gräbendorf
7. Gussow
8. Kolberg
9. Pätz
10. Prieros
11. Wolzig
12. Streganz

Das Amt Friedersdorf hatte Ende 1992 5550 Einwohner.
Am 15. Mai 2002 genehmigte das Ministerium des Inneren des Landes Brandenburg den Zusammenschluss der Gemeinden Bindow, Blossin, Dannenreich, Friedersdorf, Kolberg und Prieros zur neuen Gemeinde Heidesee. Der Zusammenschluss wurde aber erst zum 26. Oktober 2003 rechtswirksam. Zum 26. Oktober 2003 wurden auch die Gemeinden Dolgenbrodt, Gräbendorf, Gussow, Streganz und Wolzig per Gesetz in die neu gebildete Gemeinde Heidesee eingegliedert. Die Gemeinde Pätz wurde in die Gemeinde Bestensee eingegliedert. Das Amt Friedersdorf wurde aufgelöst, die Gemeinde Heidesee amtsfrei. Die Gemeinde Dolgenbrodt legte kommunale Verfassungsbeschwerde beim Verfassungsgericht des Landes Brandenburg ein, die jedoch zurückgewiesen wurde.

## Amtsdirektoren
Erster Amtsdirektor des Amtes Friedersdorf war Friedrich-Wilhelm Thiede, der 1999 mit Erreichen der Altersgrenze in den Ruhestand verabschiedet wurde. Von 1999 bis 2003 folgte ihm Lutz Habermann.

## Belege
1. 1 2  
Beitrag zur Statistik Landesbetrieb für Datenverarbeitung und Statistik Historisches Gemeindeverzeichnis des Landes Brandenburg 1875 bis 2005 19.3 Landkreis Dahme-Spreewald PDF
2. ↑  
Bildung des Amtes Friedersdorf. Bekanntmachung des Ministers des Innern vom 23. Juni 1992. Amtsblatt für Brandenburg - Gemeinsames Ministerialblatt für das Land Brandenburg, 3. Jahrgang, Nummer 47, 10. Juli 1992, S. 894.
3. ↑  
Bildung einer neuen Gemeinde Heidesee. Bekanntmachung des Ministeriums des Innern vom 15. Mai 2002. Amtsblatt für Brandenburg Gemeinsames Ministerialblatt für das Land Brandenburg, 13. Jahrgang, Nummer 22, 29. Mai 2002, S. 562 PDF
4. ↑  
Sechstes Gesetz zur landesweiten Gemeindegebietsreform betreffend die Landkreise Dahme-Spreewald, Elbe-Elster, Oberspreewald-Lausitz, Oder-Spree und Spree-Neiße (6.GemGebRefGBbg) vom 24. März 2003, Gesetz- und Verordnungsblatt für das Land Brandenburg, I (Gesetze), 2003, Nr. 05, S. 93
5. ↑  
Kommunale Verfassungsbeschwerde der Gemeinde Dolgenbrodt gegen ihre Eingliederung in die Gemeinde Heidesee, VfGBbg: 258/03 Beschluss vom: 15.12.2005 S-Nr.: 1765
6. ↑  
Interview mit Herrn Thiede (Memento vom 17. Februar 2013 im Webarchiv archive.today)
7. ↑  
Habermann wieder aktiv (Memento vom 17. Februar 2013 im Webarchiv archive.today), KaWe-Kurier-online vom 8. Oktober 2008